# 宮後城
宮後城（みやうしろじょう）は、尾張国丹羽郡宮後村（現在の愛知県江南市）にあった日本の城。「蜂須賀屋敷」「小六屋敷」などとも呼ばれる。

## 歴史
築城年は不明であるが、応永年間（1394年 - 1428年）より安井氏の居城で、天正の頃まで住んだ。
周囲の土居や壕を巡らし、東西60間（108メートル）、南北80間（144メートル）。
『前野文書（武功夜話）』によれば、戦国時代に、安井弥兵衛重幸の息子安井重継が居城していた。重継の姉安井氏が嫁いだ蜂須賀正利は、蜂須賀城が織田信秀との対立により奪われてしまったため、蜂須賀正勝らと共に宮後城を間借りして移り住んだ。正勝の長男・蜂須賀家政（後の阿波徳島藩祖）は、この地で生まれたとされ、「蜂須賀家政公誕生之地」の石碑がある。
その後、天正12年（1584年）、小牧・長久手の戦いで羽柴秀吉の砦として修築されたが、砦部分は和睦後に破却された。
江戸時代の寛永年間に家政の誕生地ということで本殿が再建され、参勤交代のときに徳島藩の者は宮後村に立ち寄ったという。
昭和43年（1968年）、県道江南犬山線が屋敷を通ったため古井戸は埋められ、遺構は残っていない。